# Katharina Born

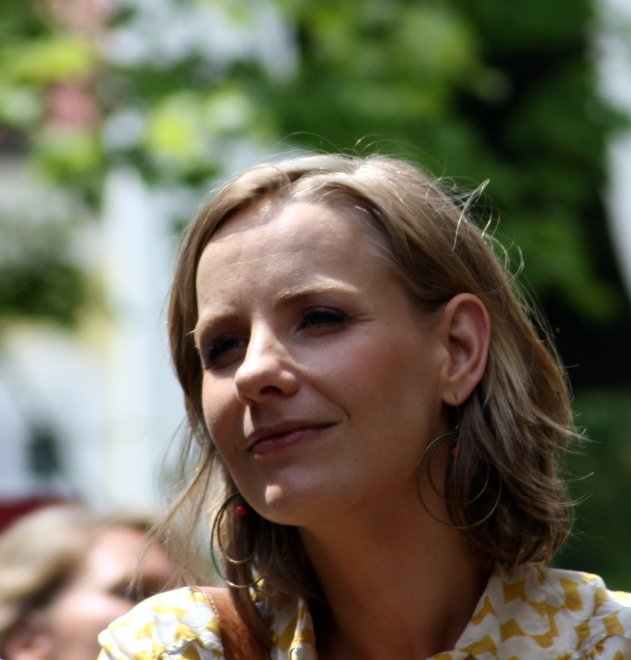
Katharina Born

Katharina Born (* 27. Mai 1973 in Berlin) ist eine deutsche Schriftstellerin, Journalistin und Herausgeberin.

## Leben und Werk
Katharina Born wuchs im Landkreis Lüchow-Dannenberg (Niedersachsen) und in Berlin auf. Sie studierte in Brüssel und Washington D.C. (Geschichte und Journalismus), Berlin und Paris (Neuere und Neueste Geschichte sowie Allgemeine und Vergleichende Literaturwissenschaft) und legte an der Universität Paris XIII (Villetaneuse) ihren Master II in Verlagspolitik ab. Ihre journalistische Ausbildung absolvierte sie an der Berliner Journalisten-Schule.
Seit 1996 war Katharina Born als freie Journalistin für verschiedene Zeitungen, Zeitschriften und Radiosender (taz, Deutschlandradio Kultur, Jüdische Allgemeine u. a.) tätig. Längere Arbeitsaufenthalte führten sie unter anderem nach St. Petersburg, auf die Krim und nach Kiew. Seit 2001 übt sie auch in Paris übersetzerische und freie editorische Tätigkeiten aus. 
Fünfundzwanzig Jahre nach dem frühen Tod ihres Vaters, des Schriftstellers Nicolas Born, gab sie im Herbst 2004 dessen Gedichte aus dem Nachlass heraus. Der Band gelangte auf Platz 1 der SWR-Bestenliste und wurde im Folgejahr als interessanteste Neuerscheinung im Bereich Lyrik mit dem Peter-Huchel-Preis ausgezeichnet. Die Briefe und einige Briefwechsel Nicolas Borns, unter anderem mit Peter Handke, Hermann Peter Piwitt, Günter Kunert und Friedrich Christian Delius, gab sie 2007 heraus.
2009 nahm sie mit Erfolg am Ingeborg-Bachmann-Wettbewerb in Klagenfurt teil. Die dort mit dem Ernst-Willner-Preis ausgezeichnete Erzählung Fifty-fifty ist Teil ihres Debütromans Schlechte Gesellschaft, der im Frühjahr 2011 im Carl Hanser Verlag erschienen ist.

## Werke
- Schlechte Gesellschaft. Eine Familiengeschichte. Hanser, München 2011, ISBN 978-3-446-23628-8
- Schlechte Gesellschaft. Eine Familiengeschichte. (Taschenbuch) Insel Verlag, Berlin 2012, ISBN 978-3-458-35896-1

## Auszeichnungen
- 2007: Literaturpreis Ruhr (zusammen mit Nicolas Born)
- 2008: 2. Preis des Dietrich-Oppenberg-Medienpreises der Stiftung Lesen für eine Rezension in der Jüdischen Allgemeinen
- 2008: Georg-K.-Glaser-Preis des Landes Rheinland-Pfalz für die Erzählung Melsbacher Hohl
- 2009: Ernst-Willner-Preis bei den Tagen der deutschsprachigen Literatur in Klagenfurt für die Erzählung Fifty-fifty